# Урусов, Александр Михайлович (обер-камергер)
Князь Алекса́ндр Миха́йлович Уру́сов (1766—1853) — обер-камергер, президент Московской дворцовой конторы в период, когда она занималась строительством Большого Кремлёвского дворца.

## Биография
Родился 12 ноября 1766 года[по какому календарю?]. Средний сын подполковника князя Михаила Васильевича Урусова (ум. 1795), старшего из сыновей генерал-лейтенанта В. А. Урусова. Мать — Фелициата Алябьева (1735—до 1782), дочь полковника Афанасия Ивановича Алябьева (1676—1755), владельца села Ваулово в Ярославской губернии. Племянник отставного генерала А. В. Урусова, двоюродный брат Александра Петровича и Никиты Сергеевича Урусовых.
Получил домашнее воспитание. Службу начал 31 января 1782 году в Преображенском полку, с 1801 года поручик. С 9 января 1802 году был присутствующим в Экспедиции кремлёвского строения в Москве, с 1803 года действительный статский советник. С 19 июля 1812 года состоял членом мастерской Оружейной палаты. Входил в комиссию по постройке храма Христа Спасителя.

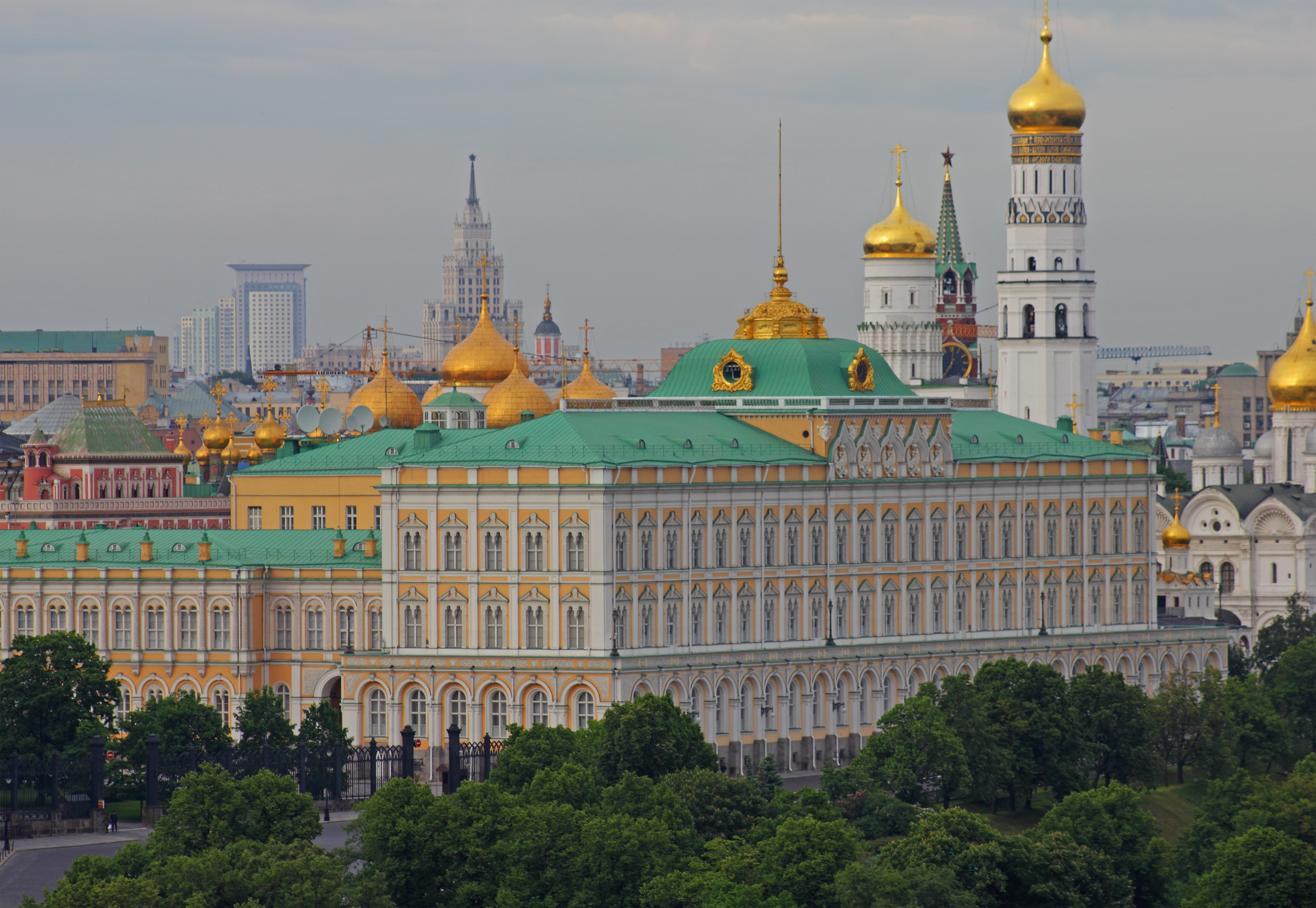
Дворец, строительство которого вела Московская дворцовая контора под руководством А. М. Урусова

Впоследствии служил обер-гофмейстером, обер-камергером, с 1824 года сенатором и тайным советником. Во время коронации Николая І был вторым распорядителем после князя Н. Б. Юсупова. Когда его дочь Софья сблизилась с императором, последний то и дело заезжал в дом старого князя. «Государь опять был давеча у княгини Урусовой. Так врасплох застал, что князь едва успел выбежать, чтобы снять сюртук и надеть фрак».
С 1831 года вице-президент Московской дворцовой конторы, с 1835 года — президент Московской дворцовой конторы. На период президентства Урусова пришлись большие строительные работы в Московском Кремле, которые непосредственно курировал его заместитель Лев Боде.
Князь Урусов наряду с князем С. М. Голицыным почитался как старейшина московского высшего общества. С 6 декабря 1842 года член Государственного совета. Кавалер орденов Белого орла (05.12.1837),  св. Андрея Первозванного (1849) и св. Владимира 1 степени (1845). Андреевскую ленту получил во время больших пасхальных торжеств по случаю окончания строительства кремлёвского дворца; тогда же было объявлено о его уходе на покой.
Умер в Москве 25 декабря 1853 года[по какому календарю?] в глубокой старости. Похоронен на Ваганьковском кладбище (15 уч.).

## Семья

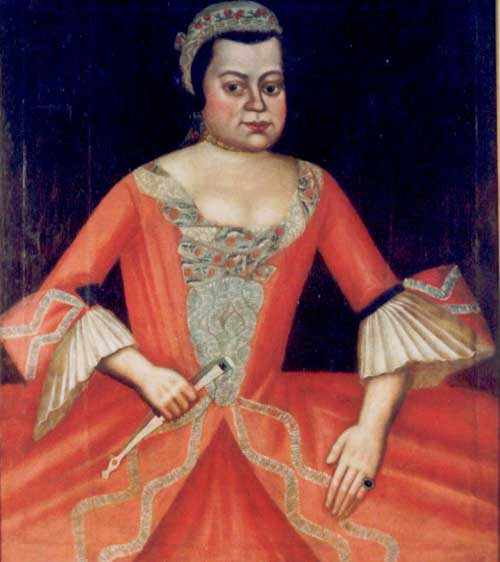
Фелициата Алябьева.
Мать князя А. М. Урусова

Был женат на Екатерине Павловне Татищевой (1775—15.01.1856), сестре виднейшего дипломата Д. П. Татищева, кавалерственной даме ордена св. Екатерины. По отзывам современника, княгиня Урусова была женщиной образованной, прекрасно знала иностранные языки и в особенности английский язык, на котором свободно и охотно объяснялась. От брака у неё было 8 сыновей и 3 дочери:
- Мария (09.08.1801[7]—1853), московская красавица, в первом браке замужем за графом И. А. Мусиным-Пушкиным; во втором — за канцлером А. М. Горчаковым.
- Михаил (1802—1883), генерал от кавалерии, сенатор, генерал-губернатор белорусских земель.
- Софья (1804—1889), фрейлина, замужем за генерал-лейтенантом князем Л. Л. Радзивиллом.
- Павел (1805—1886), генерал от инфантерии, женат на дочери графа С. С. Уварова.
- Александр (07.01.1807[8]—1828), крестник княгини Е. Р. Дашковой, в 1823 году окончил Пажеский корпус, служил в Преображенском полку; А. О. Смирнова называла его «Ю» и причисляла к кружку своих воздыхателей. Умер от тифа.
- Николай (1808—25.02.1843), поручик, адъютант великого князя Михаила Павловича; женат на фрейлине Анастасии Николаевне Бороздиной (1809—1873), дочери Н. М. Бороздина. Скончался в чине капитана от чахотки в Висбадене.
- Андрей (05.02.1809[9]—1839)
- Пётр (1810—1890), действительный статский советник, камергер; в числе других «шалунов из молодёжи» рассылал в 1836 году письма мужьям-рогоносцам[10]; женат на дочери генерала Н. М. Сипягина; среди сыновей — Александр, Сергей, Николай.
- Иван (01.03.1812[11]—1871), полковник, отец знаменитого адвоката А. И. Урусова.
- Наталья (1814—1882), с 1831 года фрейлина, с 28 января 1835 года[12] замужем за графом И. П. Кутайсовым; у них сын Павел.
- Григорий (1818—1888), в 1838 году окончил Пажеский корпус, корнет, штабс-ротмистр, с 1851 года адъютант А. Суворова, майор. С 1851 года был женат на Софье Николаевне Нарышкиной (1834—1897).

## Дом Урусовых
Князь Урусов был небогат, но его московский дом на углу Спиридоновки (ул. Садово-Кудринская, д.26) в конце 1820-х годов «славился радушием и гостеприимством». Весной 1827 года у князя почти ежедневно бывал Пушкин. В семье Урусова было три дочери-красавицы, их двоюродный брат В. Д. Соломирский, приревновав Пушкина к одной из сестер, 15 апреля 1827 года вызвал его на дуэль. Благодаря усилиям секундантов дуэль была предотвращена, и ссора закончилась примирением.